# 9月25日 (旧暦)
旧暦9月25日は旧暦9月の25日目である。六曜は先負である。

## できごと
- 神護景雲3年（ユリウス暦769年10月28日） - 和気清麻呂が大隅国へ配流[要出典]
- 寛平5年（ユリウス暦893年11月7日） - 菅原道真が『新撰万葉集』を編纂
- 文政12年（グレゴリオ暦1829年10月22日） - 日本地図などの持ち出しを図ったシーボルトが国外追放・再渡来禁止に
- 明治元年（グレゴリオ暦1868年11月6日） - 戊辰戦争最大の激戦となった北越戦争で長岡藩が官軍に降伏

## 誕生日
- 天保14年（閏）（グレゴリオ暦1843年11月16日） - 田中光顕、内閣書記官長（+ 1939年）

## 忌日
- 承保2年（ユリウス暦1075年11月6日） - 藤原教通、関白（* 996年）
- 嘉禄元年（ユリウス暦1225年10月28日） - 慈円、天台宗の僧侶（* 1155年）
- 康元元年（ユリウス暦1256年10月14日） - 藤原頼嗣、鎌倉幕府5代将軍（* 1239年）
- 元禄4年（グレゴリオ暦1691年11月14日） - 土佐光起、画家（* 1617年）
- 安永2年（グレゴリオ暦1773年11月9日） - 吉益東洞、漢方医（* 1702年）